# Blanus mettetali
Blanus mettetali е вид влечуго от семейство Blanidae. Видът не е застрашен от изчезване.

## Разпространение
Разпространен е в Мароко.